# Thời Gian Lương Thần Mỹ Cảnh
Thời Gian Lương Thần Mỹ Cảnh (tiếng Trung: 良辰美景好时光, bính âm: Liáng Chén Měi Jǐng Hǎo Shí Guāng, tiếng Anh: Love Scenery) là một bộ phim chiếu mạng Trung Quốc phát sóng năm 2021, do Lâm Nhất và Từ Lộ đóng chính. Phim được chuyển thể từ tiểu thuyết Minh thương dễ tránh, thầm mến khó phòng của nhà văn Kiều Diêu. Bộ phim kể về một ca sĩ toả sáng chói ngời được yêu mến trên sân khấu nhưng khi đi vào thế giới game lại chỉ có trình độ ngang học sinh tiểu học. Anh chàng học bá đẹp trai thông minh hơn người lại không biết người bên kia màn hình là thần tượng trong lòng mình. Một mối tình trên mạng âm thầm nảy nở, tình cảm hai bên đan xen giữa không gian và thời gian.

## Tóm tắt
Lương Thần và Lục Cảnh là những người đối với lĩnh vực của chính mình đều tỏa sáng nhiệt tình. Lương Thần, người dùng âm nhạc để thể hiện "cái hay nhất, chân thật nhất, đẹp đẽ nhất", tận sức mang đến cho khán giả những tác phẩm âm nhạc hoàn hảo. Lục Cảnh, người yêu thích nghiên cứu máy tính và dữ liệu lớn, đã được giới nghiên cứu đánh giá cao khi nghiên cứu các dữ liệu khổng lồ về hành vi phức tạp khác nhau và thông tin tâm lý của con người. Lục Cảnh sử dụng phẩm chất chuyên môn vững chắc của mình để gây ảnh hưởng tích cực đến các sinh viên xung quanh và đóng góp vào nghiên cứu dữ liệu xã hội. Hai con người xa lạ ban đầu không biết gì về đối phương, cũng bởi vì đống dữ liệu lớn mà gặp nhau, họ tiếp tục đến gần và tin tưởng nhau trên hành trình theo đuổi ước mơ, cùng nhau gặt hái "thời gian tươi đẹp" cho riêng mình. Tình cờ, hai người họ cùng tham gia vào một dự án nghiên cứu của một viện nghiên cứu tâm lý về phản ứng khẩn cấp của con người trong môi trường căng thẳng. Phản ứng về thể chất và tâm lý của họ đối với môi trường phức tạp và đa dạng của thế giới số học là những mẫu dữ liệu quý giá. Trong những lần "Vân hiệp tác" đầy ắp tiếng cười của hai người, Lương Thần cảm nhận được tinh thần chiến đấu và lòng dũng cảm ở Lục Cảnh, điều này khiến cô cũng kiên trì và vững vàng khi đối mặt với nút thắt của sự nghiệp.

## Diễn viên

### Diễn viên chính
- Từ Lộ vai Lương Thần
- Lâm Nhất vai Lục Cảnh

### Diễn viên phụ
- Hồ Binh vai Đinh Gia Vận
- Hồ Vân Hào vai Tôn Bân Úc
- Chủng Đan Ny vai Mã Sơn Sơn
- Vương Đinh vai Lưu Dĩ Tình
- Đỗ Vũ Thần vai Mạnh Lam Chi
- Tưởng Dục Vỹ vai Viên Kha Kha
- Vương Thành vai Chu Châu
- Uông Dung vai Lưu Nhị
- Chung Chính vai Hà Diệp
- Phó Vỹ Luân vai Cố Phi Minh
- Vương Lộ Tình vai Tề Kỳ
- Lý Sưởng vai Trúc Quang
- Nhạc Dược Lợi vai Ông của Lục Cảnh
- Tiết Thục Kiệt vai Bà của Lục Cảnh
- Điền Miểu vai Mẹ Lương Thần
- Vương Tân vai Ba Lương Thần
- Vu Tiểu Lỗi vai Mẹ Lục Cảnh
- Vương Vỹ Hoa vai Ba Lục Cảnh
- Đại Siêu vai Nhạc Vũ Huân
- Vương Chi Dân vai Mã Minh Huy
- Cảnh Nghiên Thuân vai Lô Hướng Thần
- Vương Tư Tiệp vai Tiêu Ngọc Kha
- Lý Nhã Nam vai Lâm tổng
- Quản Kim Lân vai Châu Tiểu Hoan
- Thượng Tư Kỳ vai Từ Tiểu Quách
- Châu Văn Thao vai Thượng Chí
- Vương Khiếu Vũ vai A Kiệt

## Nhạc phim
| STT              | Nhan đề                                          | Phổ lời              | Phổ nhạc         | Ca sĩ            | Thời lượng |
| ---------------- | ------------------------------------------------ | -------------------- | ---------------- | ---------------- | ---------- |
| 1.               | "Quyết không dừng bước (绝不止步)"               | Tát Cát              | Kim Đại Châu     | Đoàn Áo Quyên    | 3:05       |
| 2.               | "Em là tất cả của anh (你是我所有)"              | Tát Cát, Dương Triết | Kim Đại Châu     | Lưu Vũ Ninh      | 3:44       |
| 3.               | "Quyết không dừng bước (绝不止步 Acoustic Ver.)" | Tát Cát              | Kim Đại Châu     | Đoàn Áo Quyên    | 3:32       |
| 4.               | "Thuận phong (顺风)"                             | Tát Cát              | Kim Đại Châu     | Triệu Bối Nhĩ    | 3:42       |
| 5.               | "Khi tôi mười tám (当我十八岁)"                  | Tát Cát              | Hwang Yong Ju    | Triệu Bối Nhĩ    | 3:03       |
| 6.               | "Vũ điệu mùa đông đầu tiên (冬日的初舞)"         | Tát Cát              | Sam Carter       | Triệu Bối Nhĩ    | 3:44       |
| 7.               | "Kick It"                                        | Tát Cát              | Kim Đại Châu     | Vu Điềm          | 3:22       |
| Tổng thời lượng: | Tổng thời lượng:                                 | Tổng thời lượng:     | Tổng thời lượng: | Tổng thời lượng: | 24:02      |